# Coll de Llumaners
El Coll de Llumaners és una muntanya de 364 metres que es troba al municipi de Benifallet, a la comarca catalana del Baix Ebre.